# Silbo
Le silbo (le « sifflement » en espagnol) est le langage sifflé des Gomeros, les habitants de l'île de La Gomera aux Canaries, parlant espagnol. Les Guanches, les autochtones des îles Canaries, utilisaient une forme sifflée de leur langue d'origine berbère. L'espagnol sifflé d'aujourd'hui semble être une adaptation de cette pratique autochtone dans la langue des colons.

## Description
Les habitants de l'île volcanique de La Gomera communiquent encore de nos jours avec ce langage à travers les larges vallées de l'île. Il s'agit d'une langue dans laquelle les différents éléments significatifs sont obtenus avec des sifflements de différentes tonalités et de différentes longueurs. Malgré un vocabulaire restreint, des conversations entières peuvent être sifflées. C'est la forme de communication au niveau sonore le plus élevé sans aide extérieure (amplification) ; la portée de ces sifflements peut atteindre huit à dix kilomètres.

## Histoire
Il existe des rapports sur cette forme de communication depuis le XVe siècle. On dit qu'elle a été créée lorsque les conquérants espagnols coupèrent la langue des aborigènes récalcitrants[réf. nécessaire], mais cela constitue une interprétation erronée des colons[réf. nécessaire], étant donné que des Amazighs du Haut Atlas, au Maroc, d'où sont originaires les Guanches, pratiquent aussi un langage sifflé.

## Caractéristiques
Le silbo est la transcription en sifflements du castillan parlé à la Gomera. Il ne peut toutefois pas transmettre précisément la vingtaine de consonnes et les cinq voyelles qui constituent la phonologie du castillan.

### Voyelles
Les voyelles sont regroupées en 2 groupes (ou 4, selon les auteurs, voir ci-dessous) :
| voyelle en castillan | transcription 2 groupes | transcription 4 groupes | production sonore en silbo |
| -------------------- | ----------------------- | ----------------------- | -------------------------- |
| a                    | A                       | A                       | sifflement grave           |
| o                    | A                       | O                       | sifflement grave           |
| u                    | A                       | O                       | sifflement grave           |
| e                    | I                       | E                       | sifflement aigu            |
| i                    | I                       | I                       | sifflement aigu            |

### Consonnes
Les consonnes sont regroupées en 4 groupes :
| consonnes en castillan                           | transcription | production sonore en silbo                        | contour                         |
| ------------------------------------------------ | ------------- | ------------------------------------------------- | ------------------------------- |
| n, ñ /ɲ/, l, ll /ʎ/, y /j/, r, rr, d (dentales)  | Y             | - sifflement continu - variation médiane aiguë    | { b'8 [f''16 b'8] }             |
| t, ch /tʃ/, s, z /θ/                             | CH            | - sifflement interrompu - variation médiane aiguë | { b'8 [f''16] r16 f''16 [b'8] } |
| m, b, v /β/, f, g, j /x/ (sonores et fricatives) | G             | - sifflement continu - variation médiane grave    | { b'8 [e'16 b'8] }              |
| p, qu /k/ (occlusives)                           | K             | - sifflement interrompu - variation médiane grave | { b'8 [e'16] r16 e'16 [b'8] }   |

À noter que les -n et -s en position finale sont traduits par une montée finale du sifflement dans les aigus (transcrit par I). Les diphtongues sont simplifiées (ue = A/E)

### Exemples
Tirés de El Silbo Gomero, Materiales didácticos (Programa de Contenidos Canarios)
| bue | nos |  | dí | as | (Bonjour) |
| GA  | YOI |  | YI | AI |           |
| GE  | YOI |  | YI | AI |           |
| bue | nas |  | tar | des | (Bonsoir) |
| GA  | YAI |  | CHA | YAI |           |
| GE  | YAI |  | CHA | YEI |           |
| ¿có | mo |  | te  |  | lla | mas? | (Comment t’appelles-tu ?) |
| KA  | GA |  | CHA |  | YA  | GAI  |                           |
| KO  | GO |  | CHE |  | YA  | GAI  |                           |
| Yo |  | me |  | lla | mo |  | Ra | món | (Moi, je m’appelle Ramon) |
| YA |  | GA |  | YA  | GA |  | YA | GAI |                           |
| YO |  | GE |  | YA  | GO |  | YA | GOI |                           |
| Ma | ña | na |  | voy |  | a |  | la |  | pla | ya | (Demain, je vais à la plage) |
| GA | YA | YA |  | GAI |  | A |  | YA |  | KIA | YA |                              |
| GA | YA | YA |  | GOI |  | A |  | YA |  | KIA | YA |                              |
| El |  | sá  | ba | do |  | me |  | voy |  | a |  | Te  | ne | ri | fe | (Samedi je vais à Ténérife) |
| AI |  | CHA | GA | YA |  | GA |  | GAI |  | A |  | CHA | YA | YI | YA |                             |
| EI |  | CHA | GA | YO |  | GE |  | GOI |  | A |  | CHE | YE | YI | KE |                             |
| ¿Qué |  | ho | ra |  | es? |  | Son  |  | la |  | do | ce  | (Quelle heure est-il ? Il est douze heures) |
| KA   |  | A  | YA |  | AI  |  | CHAI |  | YA |  | YA | CHA |                                             |
| KE   |  | O  | YA |  | EI  |  | CHOI |  | YA |  | YO | CHE |                                             |

## Reconnaissance et préservation
Le silbo a été inscrit en 2009 par l'UNESCO sur la liste représentative du patrimoine culturel immatériel de l'humanité sous le titre « Le langage sifflé de l’île de la Gomera (îles Canaries), le silbo gomero ». Il est enseigné dans les écoles depuis 1999 grâce à l'initiative du gouvernement des îles Canaries.
Ramón Trujillo de l'université de La Laguna (Tenerife) a publié son ouvrage El Silbo Gomero, une analyse linguistique, en 1978. Cet ouvrage contient une centaine de spectrogrammes qui cherchent à prouver que ce langage n'utilise que deux voyelles et quatre consonnes. Cependant, d'après d'autres études comme celles de Classe (1957) en production ou de Meyer, Meunier, Dentel (2007) en perception, non seulement les siffleurs mais aussi les non-siffleurs identifient clairement les quatre voyelles sifflées distinctes de l'espagnol : /i/, /e/, /a/, /o/. Seuls /o/ et /u/ sont souvent confondues en silbo gomero parce que c'est déjà le cas dans la version parlée de l'espagnol de la Gomera.
En 2012, le chanteur Féloche a composé une chanson, intitulée Silbo, au sujet de cette langue.
Le silbo est largement évoqué, et entendu, dans le film Les Siffleurs, thriller de Corneliu Porumboiu concourant notamment en 2019 pour le Festival de Cannes.

## Autres langues sifflées
Il existe d'autres langages sifflés dans les Pyrénées, au Mexique, en Thaïlande, en Grèce ou en Turquie, par exemple. Il existe au monde environ soixante langages sifflés différents.